# Пыновка (посёлок)
Пыновка — упразднённый в 2004 году посёлок в Свердловской области России, относившийся к городу областного подчинения Ивделю. Входил в муниципальное образование город Ивдель.

## Географическое положение
Посёлок Пыновка располагался в 20 километрах (по автодороге в 24 километрах) к востоку от города Ивделя, в таёжной местности, между реками Пыновкой и её левым притоком — Малой Пыновкой. В посёлке расположена станция Пыновка Свердловской железной дороги (направление Ивдель — Приобье). В одном километре к северу от посёлка проходит газопровод Уренгой — Центр.

## История
Областным законом № 180-ОЗ от 22 ноября 2004 года посёлок был упразднён. Закон вступил в силу через 10 дней после официального опубликования.